# Carapus boraborensis
Carapus boraborensis är en fiskart som först beskrevs av Kaup, 1856.  Carapus boraborensis ingår i släktet Carapus och familjen nålfiskar. Inga underarter finns listade.